# Hans Kloepfer
Hans Kloepfer (* 18. August 1867 in Eibiswald, Steiermark; † 27. Juni 1944 in Köflach) war ein österreichischer Arzt und Schriftsteller, der vor allem durch seine weststeirische Mundartdichtung Popularität erlangte. Kloepfer war 1938 und in den folgenden Jahren expliziter Parteigänger des Nationalsozialismus.

## Leben
Hans Kloepfer wurde als zweites Kind des Wundarztes und Geburtshelfers Johannes Kloepfer und der Ludovika Kloepfer geb. Fuchs in der weststeirischen Gemeinde Eibiswald geboren. Sein Vater war ein aus Giengen an der Brenz zugewanderter Wundarzt, der in Eibiswald eine Praxis übernahm. Seine Mutter stammte aus einer Schulmeisterfamilie in St. Peter im Sulmtal. Das Elternhaus wird als „großdeutsch“ beschrieben, was ihn bereits ab seiner Jugend prägte. Kloepfer besuchte von 1873 bis 1877 die Volksschule seines Geburtsortes, wechselte danach mit seiner Schwester auf das 1. k.u.k. Staatsgymnasium in Graz, das er 1885 abschloss. Seine Herkunft, Kindheit und Jugend schilderte er später in Aus dem Bilderbuche meines Lebens (1936). Anschließend studierte er Medizin an der Universität Graz. Das Studium konnte er im Jahr 1891 abschließen. In dieser Zeit war er Mitglied des Akademischen Turnvereins und des Akademischen Gesangsvereins Gothia. Nach einem Volontariat im Allgemeinen Krankenhaus in der Paulustorgasse in Graz trat er 1893 in die Praxis seines Vaters in Eibiswald ein. Im Jahr 1894 nahm er die Stelle eines Werksarztes bei der Alpinen Montangesellschaft in Köflach an, die er bis zu seinem Tod innehatte. Er nahm auch am gesellschaftlichen Leben in Köflach teil und war von 1897 bis 1920 24 Jahre lang Obmann des betont national ausgerichteten Vereins Südmark. Das hinderte ihn nicht daran, sich für die Verbesserung der Lebensbedingungen der russischen Kriegsgefangenen einzusetzen, deren ärztliche Betreuung ihm ebenfalls oblag. Sein Gedicht Da Ruß wird als Beleg für die menschliche Einstellung Kloepfers in diesem Zusammenhang gewertet. Ab 1914 betreute er auch die Bergleute des Bergbaues Karlschacht I und II, insgesamt war er für die medizinische Versorgung von ca. 600 Arbeitern und deren Familien verantwortlich. 1902 heiratete Kloepfer seine Jugendfreundin Martha Steiner, die Tochter des Verwalters eines Kohlenbergwerkes. Dieser Ehe entstammten vier Kinder: Thomas, Hans, Mitzi und Käthe.
Hans Kloepfer zog mit Gedichten wie Dahoam, Da Ruß oder Spätherbst tiefe Spuren in die Kulturgeschichte der Steiermark. Als leidenschaftlicher Geschichtsforscher verfasste er Heimatbücher von poetisch-herbem Reiz, als Erzähler schrieb er Prosawerke in der Tradition der Heimatliteratur. Kloepfer war auch musikalisch begabt, von ihm stammt die Melodie des ins Kommersbuch übernommenen Studentenliedes Vale universitas.
Seine literarische Karriere begann erst in fortgeschrittenem Alter. Das erste Buch publizierte er mit 45, erst mit 57 Jahren trat er als Lyriker in Erscheinung. Sein Interesse galt, angeregt durch die Lektüre von Peter Roseggers Werken, der steirischen Landeskunde und Regionalgeschichte. Aufgrund seiner Krankenbesuche stand er in Kontakt mit der Landbevölkerung und begann deren mündlich tradierte Geschichten und Sagen aufzuschreiben. Wissenschaftliche Anleitung bekam er dabei von Viktor von Geramb und dem Komponisten Viktor Zack. Daneben betrieb er ausführliche Aktenstudien im Grazer Landesarchiv, bevor er im Dezember 1912 Vom Kainachboden veröffentlichte. Von nun an publizierte Kloepfer in steirischen Zeitungen. In Heimatgrüße wurde 1917 sein populäres Mundartgedicht Da Ruß abgedruckt. Anfang der 1920er Jahre erschien Aus dem Sulmtale. Als noch erfolgreicher als seine Bücher erwies sich seine Lyrik. 1924 veröffentlichte Kloepfer zum ersten Mal Gedichte in Buchform. Seine Gedichte in Mundart sollten zu seinem Markenzeichen werden.
Trotz wachsenden Ansehens als Dichter war der Arztberuf für Kloepfer zentral. Über fünfzig Jahre praktizierte er als Werksarzt, Distriktsarzt, Gestütsarzt, Hausarzt, Bahnarzt, Schularzt, Armenarzt, Klosterarzt und Chefarzt der von ihm begründeten Köflacher Rettungsabteilung.

## Hans Kloepfer und der Nationalsozialismus
Hans Kloepfer war und ist wegen seiner deutschnationalen Einstellung und seiner Sympathie für den Nationalsozialismus umstritten.
Seine Hinwendung zum Nationalsozialismus, die höchstwahrscheinlich noch vor dem Verbot der NSDAP in Österreich im Sommer 1933 begann, wird mit mehreren Ereignissen und seinen begleitenden Aussagen dazu nachgezeichnet: So war Kloepfer einige Jahre Mitglied des Köflacher Gemeinderates als Vertreter der Wirtschaftspartei. Die Erfahrungen, die er dabei machte, werden als zutiefst deprimierend geschildert, in drei Gemeinderatssitzungen vom 22. Mai, 6. Juni und 1. Juli 1929 war er Alters-Vorsitzender und wurde niedergebrüllt, die beiden letztgenannten Sitzungen mussten wegen des störenden Lärms der Sozialdemokratischen Arbeiterpartei (SDAP) abgebrochen werden. Kloepfer legte danach sein Mandat zurück. Am 7. Juni 1930 wurde weiters der mit Kloepfer gut bekannte Gastwirt Johann Fritz an der Grenze zu Jugoslawien erschossen, ein anderer Freund, der Volksschuldirektor von Eibiswald, Fritz Fuchs, berichtete Kloepfer mehrmals von gefährlichen Vorfällen an der Staatsgrenze. Die angebliche Lethargie der österreichischen Bundesregierung in diesen Zusammenhängen wurde von den Nationalsozialisten propagandistisch verwertet. In dieser Situation dürfte ihn der Standpunkt der Hitlerpartei bestätigt haben, wonach das damalige österreichische Parteiensystem untragbar sei. Die Armut der Bevölkerung in den 1930er-Jahren wird ebenfalls als Auslöser geschildert, die Kloepfer in das Lager der Verbitterten führte und ihn zu der Auffassung brachte, so könne es nicht mehr weitergehen. Durch seine ärztlichen Visiten und die Tätigkeit als Schularzt hatte er unmittelbare Eindrücke erhalten, z. B. durch stark unterernährte Kinder oder die exekutiven Versteigerungen überschuldeter Bauerngüter. Kloepfer hatte aber auch den Nationalsozialisten in wirtschaftlicher Hinsicht einiges zu verdanken, so bei der Verbreitung seiner Bücher, die mit Tantiemen gut dotiert waren und ihm die Sanierung des Arzthauses in Köflach möglich machten. Er unterstützte auch karitative Organisationen während des 2. Weltkrieges, so das Heim für Kriegsblinde in Aichberg bei Eibiswald, durch viele kostenlose Lesungen. Er bekannte sich 1938 spontan als Nationalsozialist, was in seinem Bekanntenkreis als überraschend galt. Es wird die Ansicht vertreten, dass der Anschluss an Deutschland aus der Sicht Kloepfers die beste Lösung für den verfahrenen Staatskarren Österreichs gewesen sei.
Kloepfer begrüßte 1938 den Einmarsch und Anschluss Österreichs an das Deutsche Reich in einem Wahlaufruf zur „Volksabstimmung“ im April 1938 als „festlichen Brautlauf“. Als einer von zwei eingeladenen Österreichern war er 1938 Ehrengast am Reichsparteitag in Nürnberg. Im selben Jahr publizierte er ein mundartliches Hitler-Gedicht im Steirischen Bergbauerngruß: „Schreibm tuat er si Hitler, / und uns so guat gsinnt, / wia ma weit in der Welt / net an liabern wo findt.“ Kloepfer beteiligte sich auch mit einem Beitrag am Bekenntnisbuch österreichischer Dichter (herausgegeben vom Bund deutscher Schriftsteller Österreichs), das die Ereignisse vom März 1938 begeistert begrüßte. Gedichte, die er in diesem Zusammenhang veröffentlichte, werden literarisch nur als geringwertig, propagandistisch jedoch von bedeutendem Wert für die Nationalsozialisten gesehen. Kloepfer beantragte am 16. Mai 1938 die Aufnahme in die NSDAP und wurde rückwirkend zum 1. Mai desselben Jahres aufgenommen (Mitgliedsnummer 6.109.231). Das neue Regime förderte Kloepfer, seine Werke wurden in der NS-Zeit mehrfach aufgelegt und waren in zahlreichen Anthologien vertreten.
Hans Kloepfer wird zu Beginn der deutschen Herrschaft als begeisterter Hitler-Anhänger beschrieben, der vom Regime durchaus profitierte, aber ihm auch mit der Zeit kritischer gegenüberstand und es sich im Laufe der Entwicklung nicht mehr leisten konnte, sich zu lösen. Das wäre auch ohne massive negative Auswirkungen nicht möglich gewesen, wie er am Beispiel seines engeren Bekanntenkreises anhand von Berufsverboten (Viktor Geramb, Johannes Ude) oder Verschleppung und Ermordung einer Angehörigen (Tochter der Familie Papesch) miterleben musste. Es wird auch dem Einfluss Kloepfers zugeschrieben, dass einer seiner Söhne vor einem Fronteinsatz bewahrt wurde und weiter in der Heimat in lehrenden Funktionen tätig bleiben konnte. Aus seiner Aversion gegen bestimmte Funktionsträger und Gruppierungen wie die SA machte er kein Hehl und blieb bei seinem Verhalten, im Alltag nicht mit dem Hitlergruß, sondern mit „Grüß Gott“ zu grüßen.
Am 26. Juni 1944 verstarb Kloepfer nach einem Herzinfarkt im Alter von 77 Jahren in Köflach, wo er auch begraben wurde. Hitler und Joseph Goebbels ließen bei seinem Begräbnis Kränze niederlegen. Der Gauleiter Siegfried Uiberreither sprach am offenen Grab und legte den Kranz des Führers nieder, der aus einer Grazer Gärtnerei stammte. Es ist nicht richtig, dass Adolf Hitler selbst beim Begräbnis anwesend war. Der Sarg Kloepfers wurde von acht Veteranen des Bergbaues Piberstein getragen, darunter von Josef Bistritzky. Das war jener Bergmann, dem Kloepfer nach einem schweren Sprengunfall im Mai 1922 durch eine Notoperation noch im Schlamm des Bergbaustollens das Leben gerettet hatte. Dieser Vorfall war auch zum Thema von Kloepfers Gedicht „Der Werksarzt“ geworden.

## Gedenken

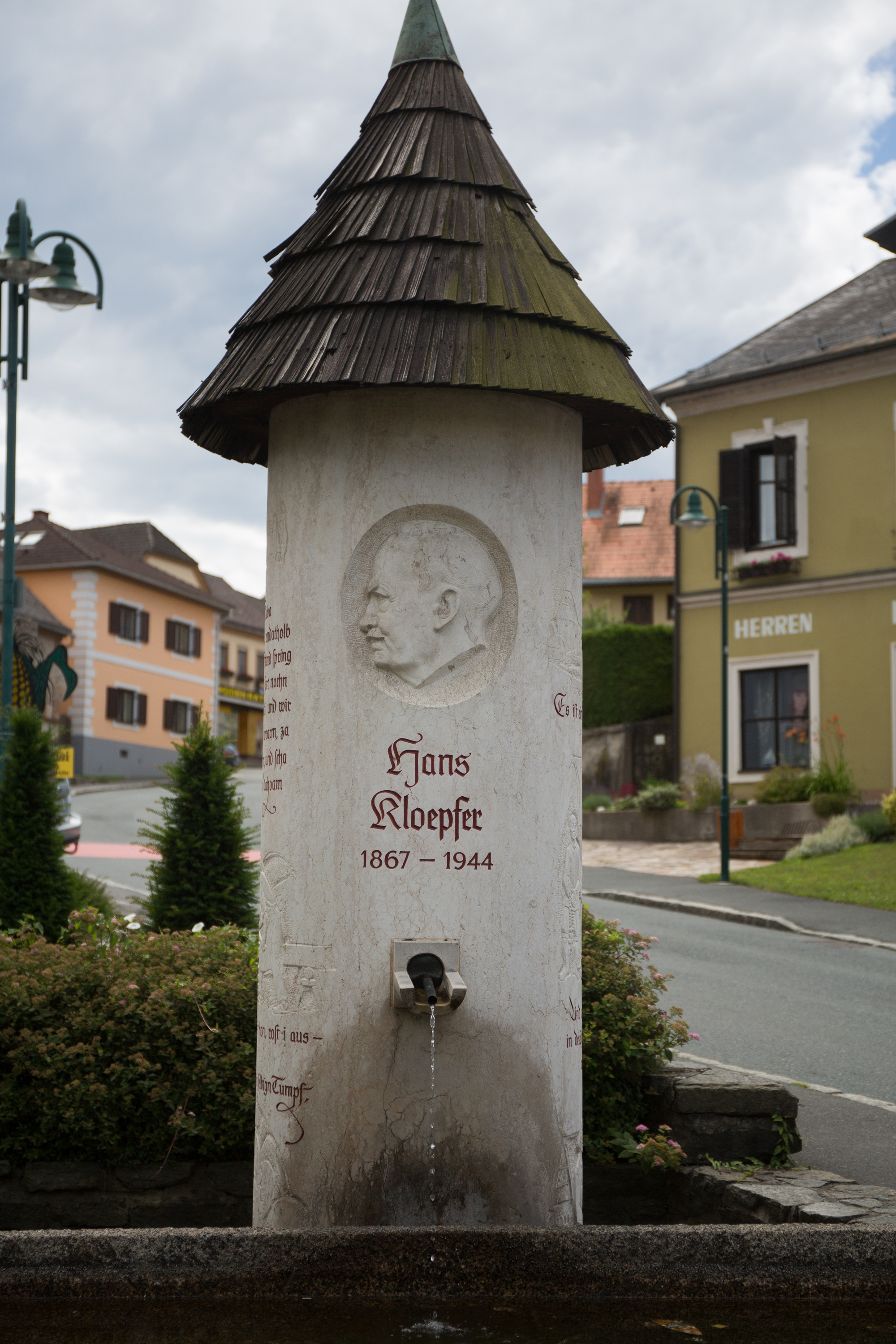
Hans-Kloepfer-Brunnen in Eibiswald

Erläuterungstafel zum NS-Hintergrund Kloepfers in der nach ihm benannten Gasse in Leoben

1955 wurde in Wien-Donaustadt (22. Bezirk) die Hamerlingstraße in Kloepferstraße umbenannt, obwohl kein erkennbarer Bezug zu Wien vorhanden ist. In Knittelfeld wurde die Doktor-Hans-Klöpfer-Straße nach ihm benannt. Außerdem ist er Namenspatron der 1976 gegründeten „pennalen Studenten- und Absolventenverbindung Hans Kloepfer zu Voitsberg-Köflach“. Als 1988 im Zuge der Landesausstellung von der Stadt Köflach und dem ORF Steiermark ein Kloepfer-Preis ausgelobt wurde, kam es zu massiven Protesten.
Im Geburtshaus von Hans Kloepfer in Eibiswald Nr. 36 ist das Kloepfermuseum untergebracht. Neben Gegenständen und Erinnerungen aus dem Leben von Hans Kloepfer sind Ausstellungsstücke zu Brauchtum und Geschichte der Region sowie alte „Koralpengläser“, mundgeblasene Gläser und Flaschen aus den Glashütten der Umgebung, zu sehen.
Im weststeirischen Bezirk Voitsberg trägt der Hans-Kloepfer-Rundwanderweg seinen Namen.
Seit 1951 ist in Leoben die Hans-Kloepfer-Gasse nach ihm benannt. Aus einer 2018 durchgeführten kritischen Prüfung der Straßennamen von Leoben ging hervor, dass drei Straßennamen auf nationalsozialistisch belastete Persönlichkeiten zurückgingen. Darunter waren neben Kloepfer auch noch Ottokar Kernstock und Friedrich Mayer-Beck. In Absprache mit Opferverbänden einigte man sich auf das Anbringen von Erläuterungstafeln in den betroffenen Straßen in Leitendorf bzw. Göss.
Die Grazer Dr.-Hans-Kloepfer-Straße, eine kurze Straße zwischen der Straßganger Straße und der Herbersteinstraße im Stadtbezirk Eggenberg, wird 2024 gemäß einem Gemeinderatsbeschluss in Julia-Pongracic-Straße umbenannt, um der Einstufung der von der Stadt Graz eingesetzten „ExpertInnenkommission Straßennamen“ als „sehr problematisch“ Rechnung zu tragen.
Am 11. April 1988 kam es in Graz zu einer Veranstaltung der Grazer Probebühne unter dem Titel „Hans Kloepfer – Hitlers Heimatdichter“, nach der eine öffentliche Diskussion über die Beziehung Kloepfers zum Nationalsozialismus begann.
Zu Diskussionen kam es 2022 in Graz, als die Stadtbibliothek Bücher von ihm als belastet aussonderte. Nach Protesten der FPÖ wurden die Bücher unter dem ÖVP-Stadtrat Günter Riegler wieder in die Regale gestellt.

## Auszeichnungen und Ehrungen
- 1913 Silbernes Zivil-Verdienstkreuz
- 1925 Goldenes Verdienstkreuz für Ärzte
- 1925 Ehrenbürgerschaft von Eibiswald
- 1927 Ehrenbürgerschaft von Köflach (im Zusammenhang mit der Einführung einer frühen Form der Notfallmedizin in mehreren Kohlebergwerken und seinem medizinischen Beistand auch unter Tage im Licht von Karbidlampen)[9]
- 1929 Ehrenmitgliedschaft des Historischen Vereines für Steiermark
- 1933 Verdienstzeichen in Gold
- 1937 Ehrenmitgliedschaft des Bundes Deutscher Schriftsteller und im Deutschen Schulverein Südmark
- 1939 Mozartpreis[12]
- 1941 Ehrenmitgliedschaft der deutschen Gesellschaft für Gynäkologie
- 1942 Goethe-Medaille für Kunst und Wissenschaft
- 1942 Raimundpreis
- 1943 Ehrenbürgerschaft der Stadt Graz

Seit 1967 nennt sich sein Heimatort Eibiswald auch „Kloepfermarkt“. Das ist keine amtliche Bezeichnung, sie wird aber als Beinamen für Eibiswald verwendet.

## Werke
- Vom Kainachboden, 1912, mit Illustrationen von Emmy Hiesleitner-Singer
- Aus dem Sulmtale, 1922, mit Illustrationen von Emmy Hiesleitner-Singer
- Steirisches Bilderbuch, 1930, mit Illustrationen von Emmy Hiesleitner-Singer
- Aus alter Zeit, 1932
- Eibiswald, 7 Lieferungen, 1933–34
- Gedichte in steirischer Mundart, 1933
- Aus dem Bilderbuch meines Lebens, 1935
- Was mir die Heimat gab, 1936
- Sulmtal und Kainachboden, 1936, mit Illustrationen von Emmy Hiesleitner-Singer
- Gesammelte Gedichte, 1936
- Steirische Geschichten, 1937
- Joahrlauf, 1937
- Bergbauern, 1938
- Erntedank, 1939
- Aus der Franzosenzeit, 1940
- Um den Zigöllerkogl, 1940
- Dahoam, 1941
- Gesammelte Gedichte, 1941
- Was mir die Heimat gab, 1941

sowie Aufsätze und Beiträge in Zeitschriften und Tageszeitungen. Vertonung des Vagantenliedes von Kernstock, Singspiele und Stücke für Kasperltheater.